# Voltaire Carvajal
Voltaire Carvajal Rodríguez (* 11. Februar 1917; † 28. Juni 1967) war ein chilenischer Fußballspieler. Der Mittelfeldspieler absolvierte zwei Länderspiele für Chile.

## Vereinskarriere
Voltaire Carvajal begann im Stadtviertel San Pablo von Santiago mit dem Fußballspielen, wo er später dem Deportivo Maturana beitrat. Der Rennradfahrer Mariano Mediavilla brachte ihn 1935 zu Unión Española, bei dem seine Brüder fußballerisch aktiv waren. Dort debütierte Carvajal mit 18 Jahren in der Primera División. Durch den spanischen Bürgerkrieg zog sich der Klub spanischer Einwanderer vom Spielbetrieb zurück. Carvajal wechselte daraufhin zum CF Universidad de Chile. Mit La U gewann er die Meisterschaft 1940 und spielte drei Jahre in dem Verein. Eine Knieverletzung zwang ihn zu einer zweijährigen Spielpause. 1945 kehrte er für Unión Española auf den Rasen zurück und spielte noch bis 1948 für den Verein.

## Nationalmannschaftskarriere
Voltaire Carvajal debütierte für die Nationalmannschaft unter Pedro Mazullo bei der 1:5-Niederlage gegen Paraguay beim Campeonato Sudamericano 1939 in Peru. Bei der Südamerikameisterschaft kam der Mittelfeldspieler noch zu einer weiteren Partie, die mit einer 1:3-Niederlage gegen Peru endete. La Roja belegte insgesamt nach einem Sieg und drei Niederlagen den vierten Turnierplatz. Die beiden Turniereinsätze waren die einzigen beiden Länderspiele Carvajals.

## Erfolge
U de Chile
- Chilenischer Meister: 1940